# Rock Bola
Rock Bola (originalmente 89 Gol) é um programa de rádio de São Paulo da 89 FM A Rádio Rock, criado e apresentado por Walter Casagrande, que estreou em 1997 com o nome 89 Gol, e mistura música, futebol e humor. Em 25 de novembro de 2002, o programa estreou com novo nome, Rock Bola, e era apresentado por Casagrande, Zé Luiz e PH Dragani. Desde 2024, o programa é apresentado por Walter Casagrande, Zé Luiz, Bento Mello e Symon Casagrande.
O programa vai ao ar todas as Segundas-Feiras, às 20:05h.

## Apresentadores
- Walter Casagrande (1997–2006; 2016–presente)[6]
- Zé Luiz (2002–2003,[4][7] 2016–presente)
- Bento Mello (2022-presente)[8]
- Symon Casagrande (2024-presente)[9]

## Ex-integrantes
- Marcelo Fromer (1997–2001)[3][10]
- Luciano Jr. (anos 90)[11]
- PH Dragani (2002–2005)[7][12]
- Paulo Bonfá (2004–2005)[12][13]
- Marcelo Rubens Paiva (2016–???)
- Branco Mello (2016–2022)